# Meibomeus wenzeli
Meibomeus wenzeli là một loài bọ cánh cứng trong họ Bruchidae. Loài này được Kingsolver & Whitehead miêu tả khoa học năm 1976.